# Сільськогосподарський кооператив
Сільськогоспо́дарський кооперати́в — добровільне об'єднання фізичних і юридичних осіб в іншу юридичну особу на засадах членства, об'єднання пайових внесків, участі у спільній сільськогосподарській виробничій діяльності та обслуговуванні переважно членів кооперативу.
Сільськогосподарські кооперативи (також відомі як фермерські) — підприємства, де фермери об'єднують свої ресурси у певних сферах діяльності.
В Україні, сільськогосподарський кооператив — юридична особа, утворена фізичними та (або) юридичними особами, які є виробниками сільськогосподарської продукції, що добровільно об'єдналися на основі членства для провадження спільної господарської та іншої діяльності, пов'язаної з виробництвом, переробкою, зберіганням, збутом, продажем продукції рослинництва, тваринництва, лісівництва чи рибництва, постачанням засобів виробництва і матеріально-технічних ресурсів членам цього кооперативу, наданням їм послуг з метою задоволення економічних, соціальних та інших потреб на засадах самоврядування. При цьому, до виробників сільськогосподарської продукції належать юридичні особи всіх організаційно-правових форм господарювання та їх відокремлені підрозділи, фізичні особи (фізичні особи-підприємці, домогосподарства), які займаються сільськогосподарською діяльністю, передбаченою класифікацією видів економічної діяльності, мають у володінні, користуванні або розпорядженні землі сільськогосподарського призначення чи сільськогосподарських тварин. Під домогосподарством розуміють сукупність осіб, які спільно проживають в одному житловому приміщенні або його частині, забезпечують себе всім необхідним для життєдіяльності, ведуть спільне господарство, повністю або частково об'єднують та витрачають кошти. Ці особи можуть перебувати в родинних стосунках або стосунках свояцтва, не перебувати у будь-яких із цих стосунків, або перебувати і в тих, і в інших стосунках. Домогосподарство може складатися з однієї особи.
Види сільськогосподарських кооперативів в Україні:
- Сільськогосподарський виробничий кооператив — сільськогосподарський кооператив, який утворюється шляхом об'єднання фізичних осіб, які є виробниками сільськогосподарської продукції, для провадження спільної виробничої або іншої господарської діяльності на засадах їх обов'язкової трудової участі з метою одержання прибутку[2].
- Сільськогосподарський обслуговуючий кооператив — сільськогосподарський кооператив, що утворюється шляхом об'єднання фізичних та (або) юридичних осіб-виробників сільськогосподарської продукції для організації обслуговування, спрямованого на зменшення витрат та (або) збільшення доходів членів цього кооперативу під час провадження ними сільськогосподарської діяльності та на захист їхніх економічних інтересів[2].

Неприбутковість діяльності сільськогосподарських обслуговуючих кооперативів визначається виходячи із сукупності таких ознак:
- кооператив надає послуги тільки своїм членам;
- члени кооперативу несуть відповідальність за зобов'язаннями, взятими перед кооперативом, щодо їх участі у господарській діяльності кооперативу;
- послуги надаються з метою зменшення витрат та/або збільшення доходів членів кооперативу.

Залежно від виду діяльності сільськогосподарські обслуговуючі кооперативи поділяються на:
- переробні, які здійснюють переробку сільськогосподарської сировини, що виробляється членами таких кооперативів (виробництво хлібобулочних, макаронних виробів, овочевих, плодово-ягідних, м’ясних, молочних, рибних продуктів, виробів і напівфабрикатів з льону, луб’яних культур, лісо- і пиломатеріалів тощо);
- заготівельно-збутові, які здійснюють, зокрема, заготівлю, зберігання, передпродажну обробку та продаж продукції, виробленої членами таких кооперативів, надають їм маркетингові послуги;
- постачальницькі, які створюються з метою закупівлі та постачання членам таких кооперативів засобів виробництва, матеріально-технічних ресурсів, необхідних для виробництва сільськогосподарської продукції та продуктів її переробки, виготовлення сировини, матеріалів та постачання їх членам кооперативу;
- інші.

Серед інших виділяють, зокрема, сервісні обслуговуючі сільськогосподарські кооперативи, які здійснюють технологічні, транспортні, меліоративні, ремонтні, будівельні, еколого-відновні роботи, здійснюють ветеринарне обслуговування тварин і племінну роботи, займаються телефонізацією, газифікацією, електрифікацією в сільській місцевості, надають медичні, побутові, санаторно-курортні, науково-консультаційні послуги, з ведення бухгалтерського обліку, аудиту та інше.